# Barbara Harmer
Pour les articles homonymes, voir Harmer.

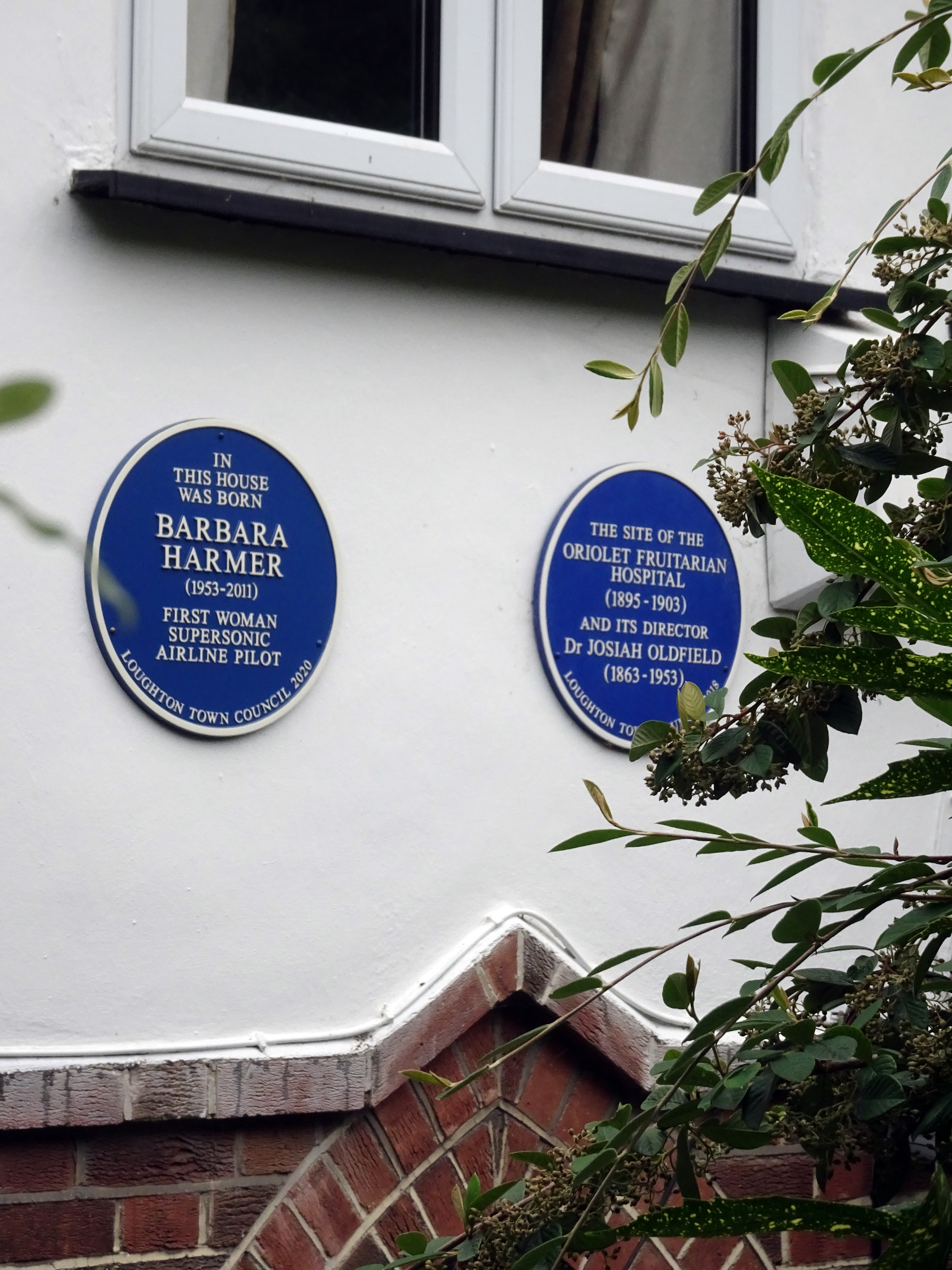
Plaque commémorative sur son lieu de naissance.

Barbara Harmer, née le 14 septembre 1953 à Loughton (Essex, Angleterre) et morte le 20 février 2011 à Chicester (Sussex de l'Ouest, Angleterre), est une aviatrice britannique, une des deux femmes au monde pilotes de Concorde avec la Française Béatrice Vialle.

## Biographie
Née à Loughton (Essex), elle a trois grandes sœurs. Elle est élevée à Bognor Regis, une station balnéaire du district d'Arun, dans le Sussex de l'Ouest. Elle suit sa scolarité dans une école religieuse. Elle quitte l'école à 15 ans afin de devenir coiffeuse.
Cinq ans plus tard, elle quitte la coiffure pour exercer la profession de contrôleur de circulation aérienne à l'aéroport de Londres Gatwick. En parallèle, elle suit des études de droit. Elle obtient des diplômes en géographie, en droit anglais, en droit constitutionnel et en politique. Elle prend également des leçons de pilotage, et obtient une licence de pilote privé (PPL) ; elle devient ensuite instructrice à la Goodwood Flying School. Elle étudie à nouveau pendant deux ans afin de décrocher une licence de pilote commercial (CPL), qu'elle obtient en mai 1982. Elle est par la suite pilote chez Genair, une compagnie aérienne basée au petit aéroport international de Humberside.
En mars 1984, Barbara Harmer rejoint British Caledonian et pilote un BAC 1-11 pendant trois ans. Elle a ensuite commencé à voler sur un long courrier McDonnell Douglas DC-10. En 1987, British Caledonian fusionne avec British Airways, la compagnie aérienne utilisant un Concorde au Royaume-Uni. À ce moment-là, British Airways emploie plus de 3000 pilotes, mais seulement 60 d'entre eux sont des femmes et aucune n'a alors jamais piloté un tel appareil. En 1992, Barbara Harmer est choisie pour suivre un stage de conversion de six mois pour piloter le Concorde.
Le 25 mars 1993, elle devient la première femme pilote professionnelle du Concorde, effectuant la même année son premier vol comme First Officer (en français officier pilote de ligne ou copilote) depuis l'aéroport international John-F.-Kennedy de New York. La Française Jacqueline Auriol était la première femme à voler sur Concorde, mais en tant que pilote d'essai.
En octobre 2003, lorsque le Concorde est retiré du service, Barbara Harmer avait servi pendant 10 ans comme pilote aux commandes des services réguliers. En 2001, une pilote d'Air France, Béatrice Vialle, était devenue la deuxième et seule femme à piloter cet appareil sur des lignes régulières, en faisant quelque 35 voyages entre Paris et New York. Après le Concorde, Barbara Harmer se place aux commandes de Boeing 777, jusqu'à son départ volontaire, en 2009.
En dehors de l’aéronautique, elle participe à des courses de bateaux, crée un jardin méditerranéen à son domicile de Felpham, dans le Sussex de l'Ouest, donnant sur la Manche. Elle avait l'intention de participer à une régate transatlantique en 2013, à bord de son yacht Archambault 35. Elle meurt d'un cancer à l'hospice St. Wilfrid de Chichester, âgée de 57 ans, en 2011.